# Rathaus (Vaduz)

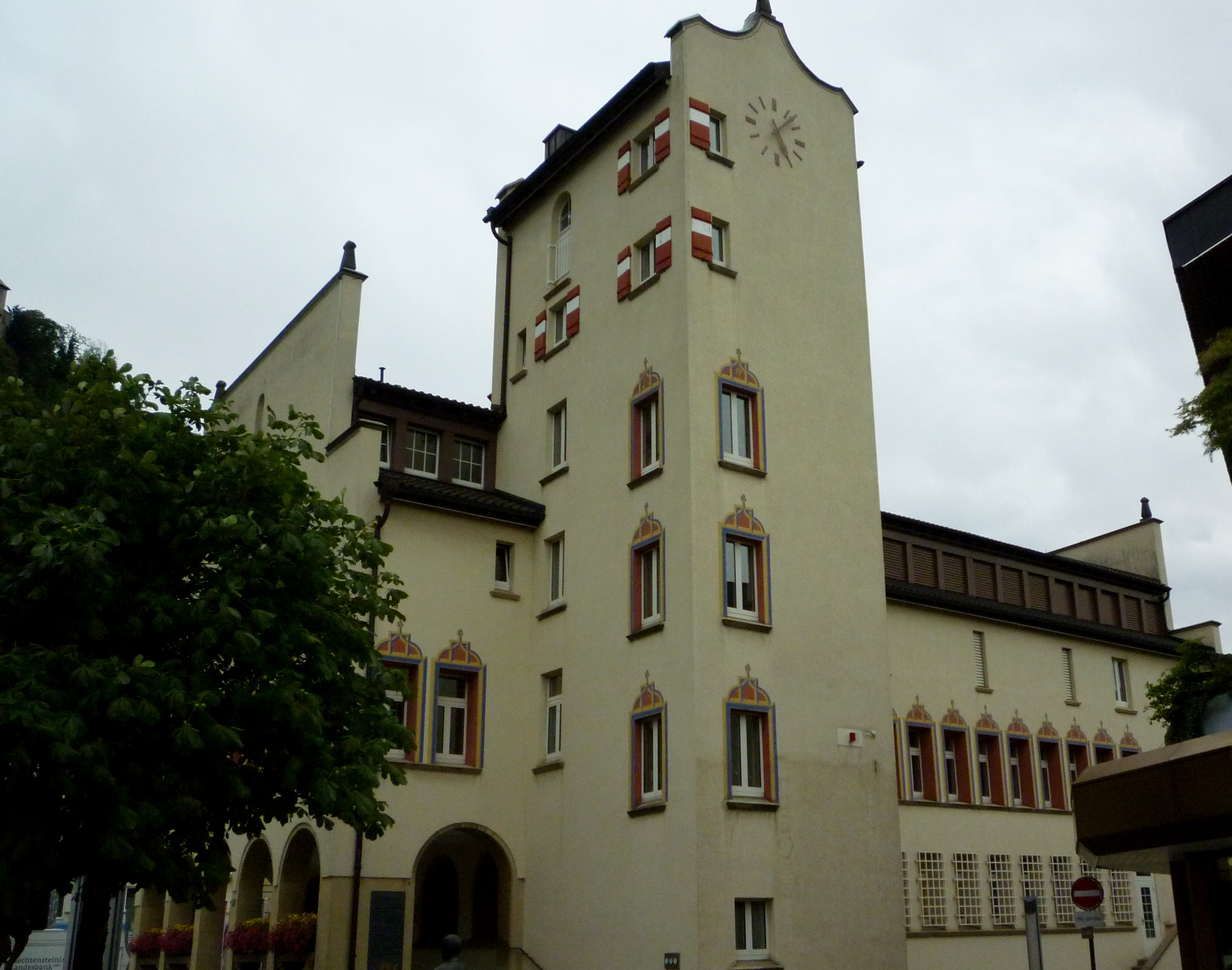
Das Rathaus Vaduz

Das Rathaus zu Vaduz, dem Hauptort Liechtensteins, wurde in den Jahren 1932 und 1933 nach den Plänen von Franz Roeckle errichtet. Das einem mittelalterlichen Städtebau nachempfundene Gebäude ist seither Tagungsort des Gemeinderates.

## Baugeschichte

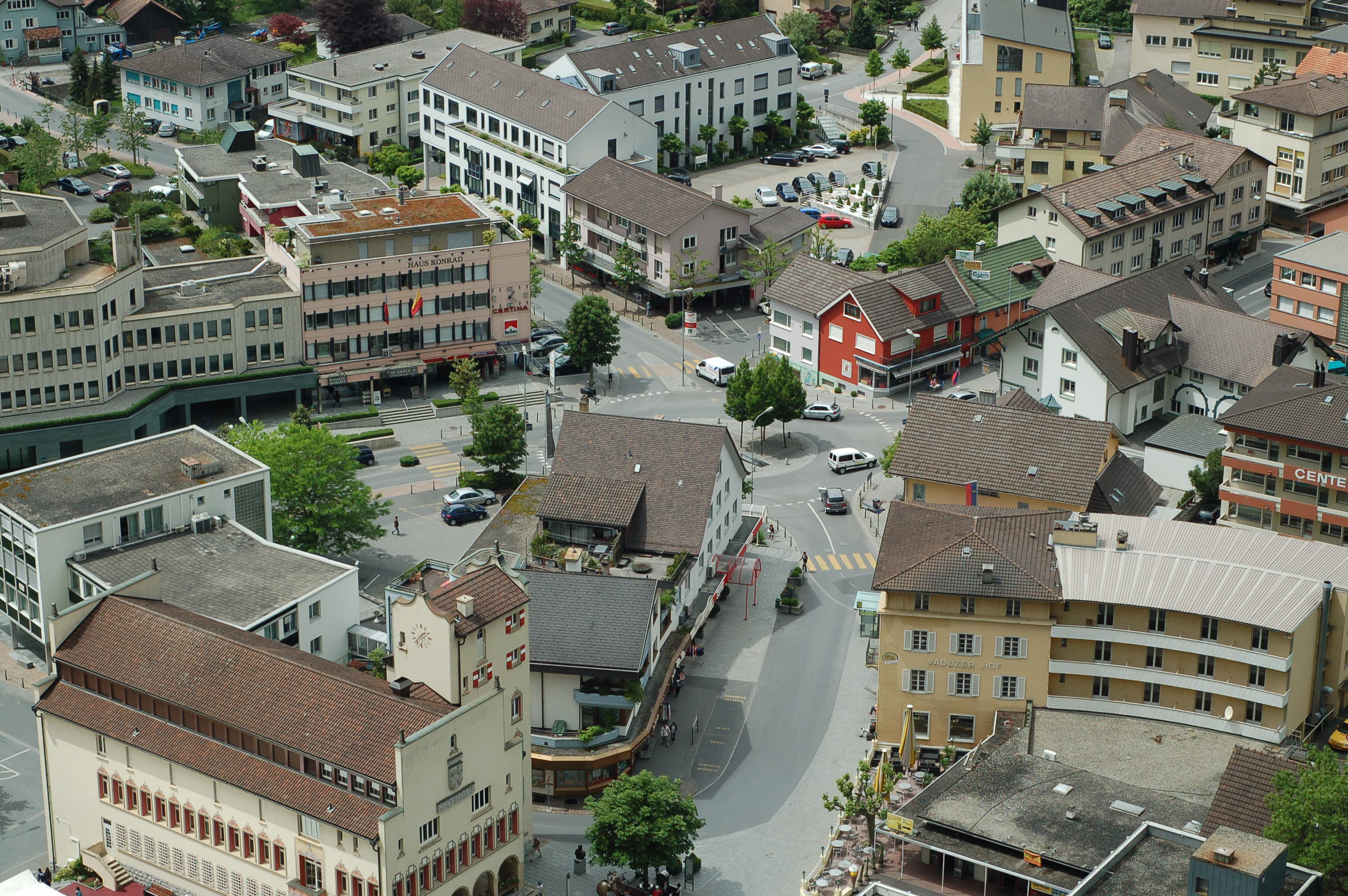
Blick auf Vaduz und das Rathaus

Im Jahr 1931 fasste die Gemeinde Vaduz den Beschluss, ein neues Gemeindehaus zu errichten. In der Folge wurde ein Wettbewerb ausgeschrieben, an dem verschiedene Architekten mit eigenen Projektvorschlägen teilnahmen. Im Februar 1932 erhielt schliesslich der liechtensteinische Architekt Franz Roeckle – nach mehreren Überarbeitungen – den Planungsauftrag und im September des gleichen Jahres stimmte auch der Vaduzer Gemeinderat den Plänen zu.
Am 19. November 1933 wurde das Rathaus eröffnet. Die Baukosten betrugen dabei fast das Dreifache der Gesamteinnahmen der Gemeinde im Jahr, sodass der Gemeinderat entschied, Teile des Gebäudes zu vermieten. Im Jahr 1984 wurde schliesslich der letzte Mietvertrag – mit der Liechtensteinischen Landesbank, die Teile des Rathauses als Wechselstube genutzt hatte – gekündigt, sodass das Rathaus seither nur noch Gemeindezwecken dient.

## Beschreibung
Das Rathaus besitzt einen rechteckigen Grundriss mit angeschlossenen Turmbau. Das Gebäude erinnert dabei durch zahlreiche Architekturelemente an die Blütezeit mittelalterlicher deutscher Städtebauten.
Abgeschlossen wird das Gebäude durch ein Satteldach und zwei tiefer liegende Pultdächer sowie im Osten und Westen durch einstufige Treppengiebel.

### Gemeindewappen

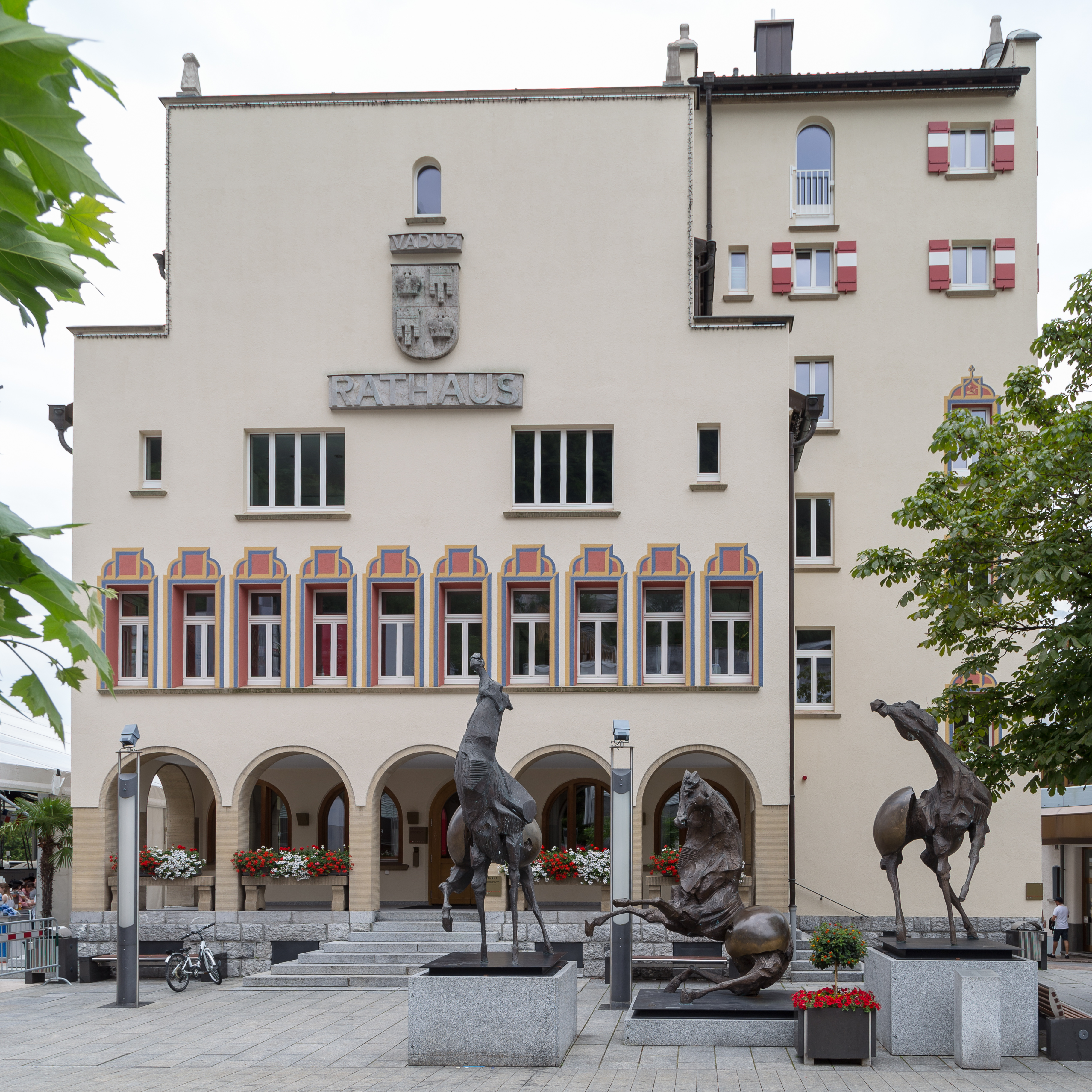
Rathaus Vaduz und Skulptur "Tre Cavalli"

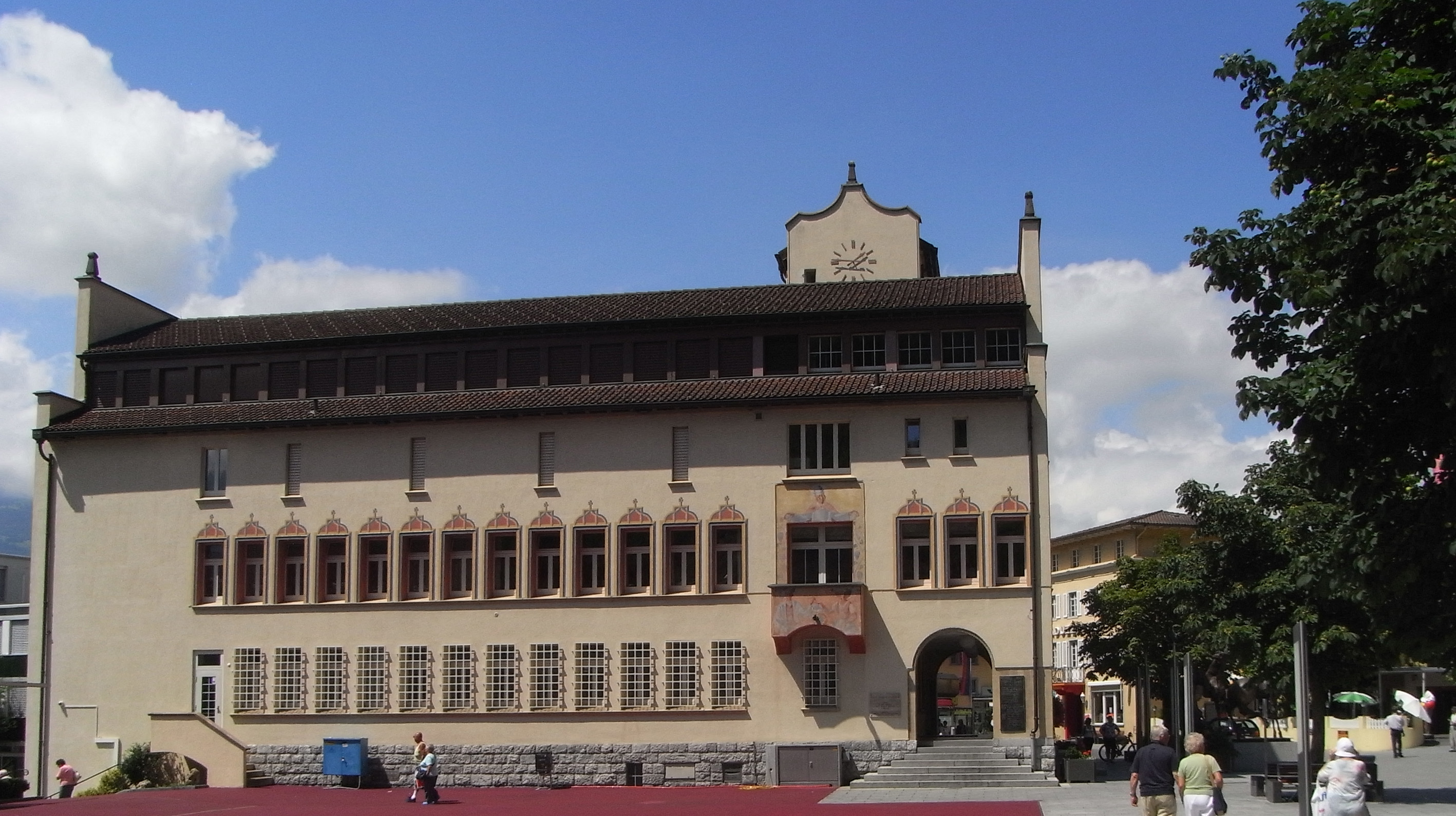
Das Rathaus Vaduz mit Fresko an der Südostseite

An der Ostfassade ist ein aus Stein gemeisseltes Gemeindewappen angebracht, das im Jahr 1983 angefertigt wurde. Ein im Jahr 1932 erstelltes und vom Fürsten verliehenes Wappen wurde in den 1980er Jahren vom alten Standort an die Nordwestfassade des Rathauses unplatziert.

### Balkon mit Fresko
Die Südostseite des Rathauses wird durch ein im Jahr 1937 erstelltes Fresko verziert, das am Balkonbereich angebracht ist. Es zeigt den Heiligen Urban – Patron der Winzer – der in den Händen die Spitzen eines Weinstockes hält, die an den Seiten der Balkontür zu ihm emporzuwachsen scheinen. Die Darstellung verdeutlicht dabei die nach wie vor grosse Tradition des Weinbaus in Vaduz. Irrtümlicherweise wurde der Heilige Urban als Papst dargestellt.

## Rathausplatz
Südöstlich des Rathauses ist der Rathausplatz gelegen. Im Jahr 2017 wurde der Platz umfassend umgestaltet: So wurde u. a. der seit 2006 vorhandene rote Kunststoffboden durch einen ockergelben Belag ersetzt. Der Rathausplatz wird für diverse Veranstaltungen genutzt, wie z. B. für Märkte oder Sportveranstaltungen.